# Турия (Веданта)
Вижте пояснителната страница за други значения на Турия.
Турия е ведантическо понятие за състояние на чисто съзнание или преживяване на крайната реалност. Турия е четвъртото състояние на съзнанието, което обхваща и надминава трите обикновени състояния: будно състояние (джаграт, отговарящо на сатва гуна), сън със сънища (свапна, отговарящо на раджас гуна) и дълбок сън (сушупти, отговарящо на тамас гуна). Първите две състояния не са истински преживявания на реалността поради двойствените им природи на субект и обект. В състоянието на дълбок сън без сънища няма възприятие на обекти, но интелектът е обвит в тъма (тамас). Азът (атман) е независим от трите обикновени състояния на съзнанието, той е винаги сатчитананда, съществуващ, съзнателен и блажен. Дълбокото осъзнаването на тази истина, не просто на интелектуално ниво, предполага навлизане в четвъртото състояние, турия.
Съзнанието е постоянен фактор, който не се влияе от присъствието или отсъствието на обекти на възприятие. Съзнанието няма нужда да бъде разкрито от друго съзнание, то само се разкрива. Всичко се представя на съзнанието и се разкрива от него, но самото съзнание не се представя пред нищо друго. То никога не е обект по отношение на субект. То е в основата както на обекта, така и на субекта. То е четвъртото състояние, турия, Брахман.
Мандукя упанишад определя турия по следния начин:
Четвъртото състояние не е това, което е съзнателно за субективното, нито е това, което е съзнателно за обективното, нито това, което е просто съзнание, нито това, което е все-чувстваща маса, нито това, което е пълна тъма. То е невидимо, трансцендентално, единствената същност на съзнанието за аза, завършека на света.